# The Chase (2017)
The Chase (Originaltitel: Bandeusi Jamneunda) ist ein Kriminalfilm des südkoreanischen Regisseur Kim Hong-seon aus dem Jahr 2017. Die Hauptrollen spielen Baek Yoon-sik und Sung Dong-il. Es handelt sich um eine Verfilmung des gleichnamigen Daum-Webtoons.

## Handlung
Dem alten Shim Deok-su gehören einige Immobilien im Bezirk Ari-dong. Er ist nicht sehr beliebt und gilt als grantig. Stets erinnert er seine Mieter an die ausstehende Miete. Einige sind ständig in Verzug. Plötzlich werden die Leichen von zwei älteren Leuten gefunden. Einer ist scheinbar von der Brücke gestürzt, der andere ist einfach an Altersschwäche gestorben. Abends sucht Deok-su Herrn Choi auf, der früher Polizist war und die Miete nicht zahlte. Choi erzählt beim gemeinsamen Trinken, dass ihn die zwei toten Alten an einen Fall von vor 30 Jahren erinnern, der nie aufgeklärt wurde. Er ist der festen Überzeugung, dass der Mörder wieder da ist. Dieser habe zunächst Alte umgebracht, um zu üben, und später junge Frauen mit langem, schwarzen Haar entführt und getötet.
Da Chois Wohnungstür kaputt ist, will Deok-su am nächsten Tag Türklinke und Schloss austauschen. Doch am Morgen findet Deok-su Choi tot auf. Es sieht nach Selbstmord aus. Einige Bewohner des Bezirks bezichtigen Deok-su, ihn in den Selbstmord getrieben zu haben, aufgrund der Mietrückstände. Von dem freundschaftlichen Verhältnis der beiden untereinander wussten die anderen nichts. Weiterhin teilt die junge Ji-eun Deok-su mit, sie werde umziehen. Am Vortag hat er auch sie nach der Miete gefragt. Deok-su fragt, ob auch sie glaube, er sei für den Tod verantwortlich und ziehe deshalb aus. Dies verneint Ji-eun aber. Sie habe Deok-su als stets freundlich empfunden. Auch wenn er ständig die im Verzug befindlichen Leute nach der Miete fragt, er habe nie jemanden rausgeworfen.
Als Ji-eun am Abend in ihre Wohnung zurückkehrt, ist ihre Freundin tot. Sie wird auch von einem Täter angegriffen. Deok-su erwacht von dem Schlag, doch vermutet er, die zwei jungen Frauen würden einfach wieder die Nacht durch machen. Am nächsten Morgen trifft Deok-su auf den Polizisten Park Pyung-dal. Dieser ist auf der Suche nach seinem Freund Choi. Deok-su fühlt sich von ihm genervt, sagt ihm aber, dass Choi tot sei. Park erzählt darauf, dass sich ein Mörder in der Gegend befinde. Dieser habe vermutlich auch Choi ermordet. Das eigentlich Ziel seien aber junge Frauen. Deok-su verunsichert das und beide suchen zur Sicherheit Ji-euns Wohnung auf. Dort finden sie eine Leiche zerstückelt im Kühlschrank. Von Ji-eun fehlt jede Spur. Park geht von einer Entführung aus. Er rät ab, die Polizei zu rufen. Sie müssten den Fall ohne sie aufklären. Würde die Polizei verständigt, würde der Täter Ji-eun sofort umbringen.

## Kino
Der Film lief am 29. November 2017 in den südkoreanischen Kinos an und erreichte knapp eine halbe Million Besucher.